# Culí

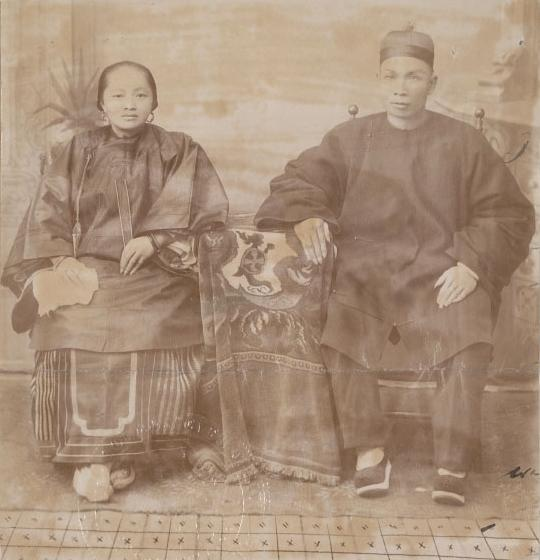
Pareja de trabajadores culíes del.

Culi, culí o coolie fue el apelativo utilizado para designar a los cargadores y trabajadores con escasa cualificación procedentes de la India, China y otros países asiáticos. También se utilizó para nombrar a los emigrantes de esos países que eran contratados en las colonias europeas o en los países americanos. La utilización de culíes o peones aumentó tras la abolición del comercio de esclavos.
Los culíes indios eran reclutados por contratos que establecían un periodo de trabajo no menor a ocho años, a cambio del transporte y un sueldo; pasado ese plazo, el trabajador podía regresar a su hogar o buscar otro trabajo. En el caso de los chinos las condiciones eran más irregulares.

## Etimología
No se conoce a ciencia cierta el origen de la palabra. Hay varias teorías en competencia, como que proviene del nombre de la secta guyaratí de los Kolī, los cuales trabajaban como jornaleros. Otros ven su origen en la palabra tamil kuli (கூலி) con el significado de "jornal", o aun en la palabra urdú qulī (قلی, क़ुली), derivada a su vez de la turca qul, esclavo. Por último, existe un homófono en chino, 苦力 (pinyin: kǔlì), cuyo significado sería "fuerza amarga" o "uso amargo de la fuerza", en referencia al régimen de esclavitud o semiesclavitud al que estaban sometido los culíes.

## Historia

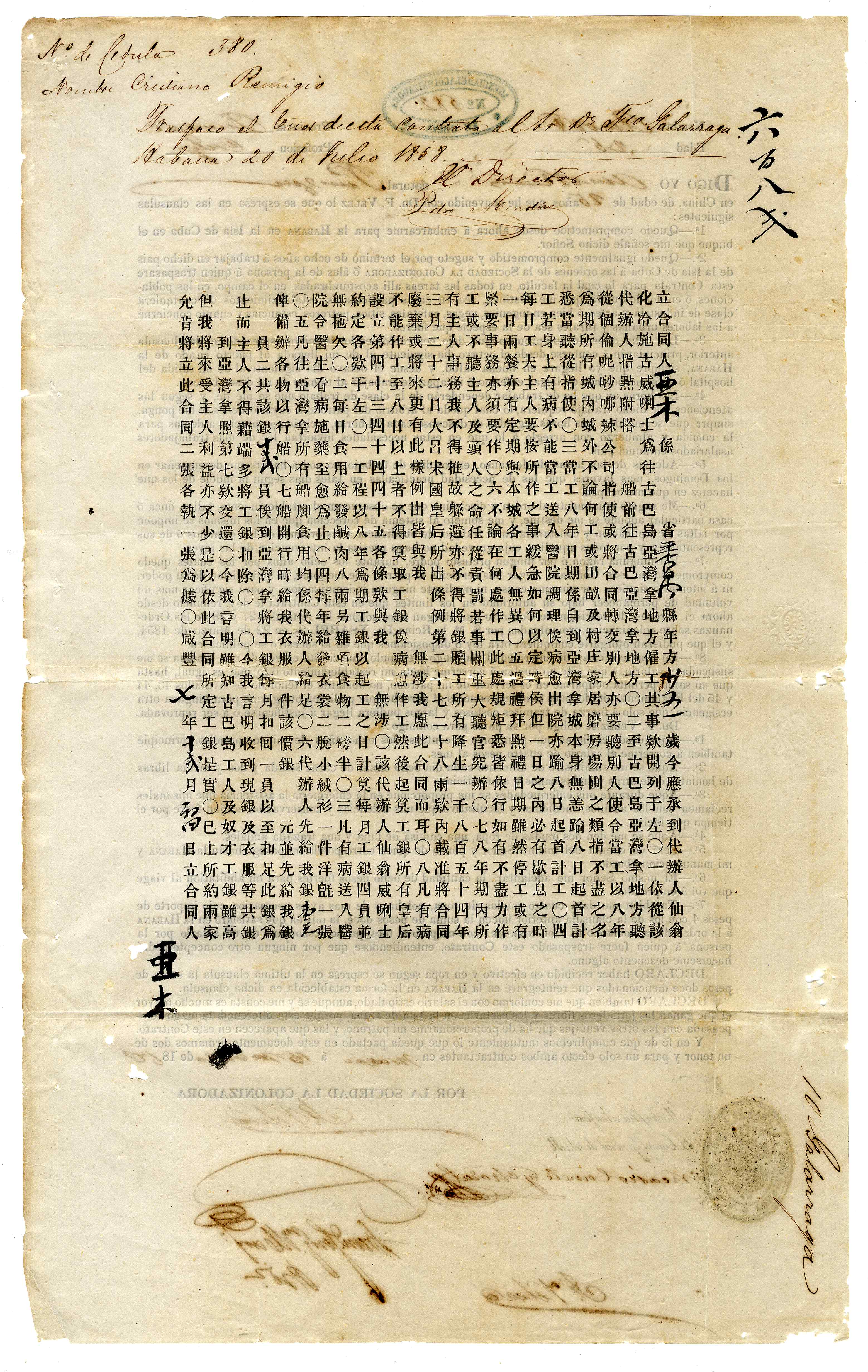
Contrato de jornalero chino (en español por la otra cara), firmado en La Habana, 20 de julio de 1858.

Durante la segunda mitad del siglo XIX países asiáticos como China e India sufrían de condiciones de vida muy pobres y de grandes hambrunas. China debido a los malos gobernantes e India debido a la mala administración inglesa [cita requerida]. Es por eso que entre 1847 y 1874, de 250 000 a 500 000 chinos e indios emigraron con este tipo de contratos, o fueron llevados a la fuerza. El canal habitual era a través de las Filipinas y México. Estos trabajadores se convirtieron en culíes, fueron llevados a Perú, Chile, Costa Rica, Hawái, la Guayana Británica, Panama, Malasia, las Antillas Neerlandesas, Sudáfrica, Rodesia, Cuba, República Dominicana y Estados Unidos.
Los culíes sufrían de maltratos y otros abusos que incluían la falta de respeto a los derechos humanos. Por ello los gobiernos de donde provenían intentaron mejorar su condición tratando de limitar los contratos forzosos y los fraudes, así como garantizar un mínimo de seguridad para sus ciudadanos, pero no tuvieron mucho éxito.
Gran Bretaña intentó legislar la contratación de culíes para evitar abusos como los secuestros, la masificación en los buques y la falta de alimentos durante los viajes. El trato que se daba a estos trabajadores en los buques portugueses era inhumano.
Además de la preocupación de tipo humanitario, los sindicatos también presionaron para que se legislasen los contratos de este tipo de trabajadores. La contratación de culíes fue abolida en la India en 1917 y la Ley de Emigración India de 1922 prohibió la salida de sus ciudadanos sin cualificación profesional. En 1873 las autoridades chinas impedían este tipo de migración, excepto a Gran Bretaña, y en 1874 se prohibió en Macao, centro comercial de Portugal. En América Latina se utilizaron en las haciendas y plantaciones a trabajadores peones y jornaleros con similares condiciones de explotación, las cuales fueron mejorando con gran lentitud en el transcurso del siglo XX.